# Farní sbor Českobratrské církve evangelické v Praze 10 – Strašnice
Farní sbor Českobratrské církve evangelické v Praze 10 – Strašnicích je jedním z pražských sborů Českobratrské církve evangelické a spadá pod Pražský seniorát. Nachází se v Kralické ulici č. 1001/4 v Praze 10 – Strašnicích.

## Historie

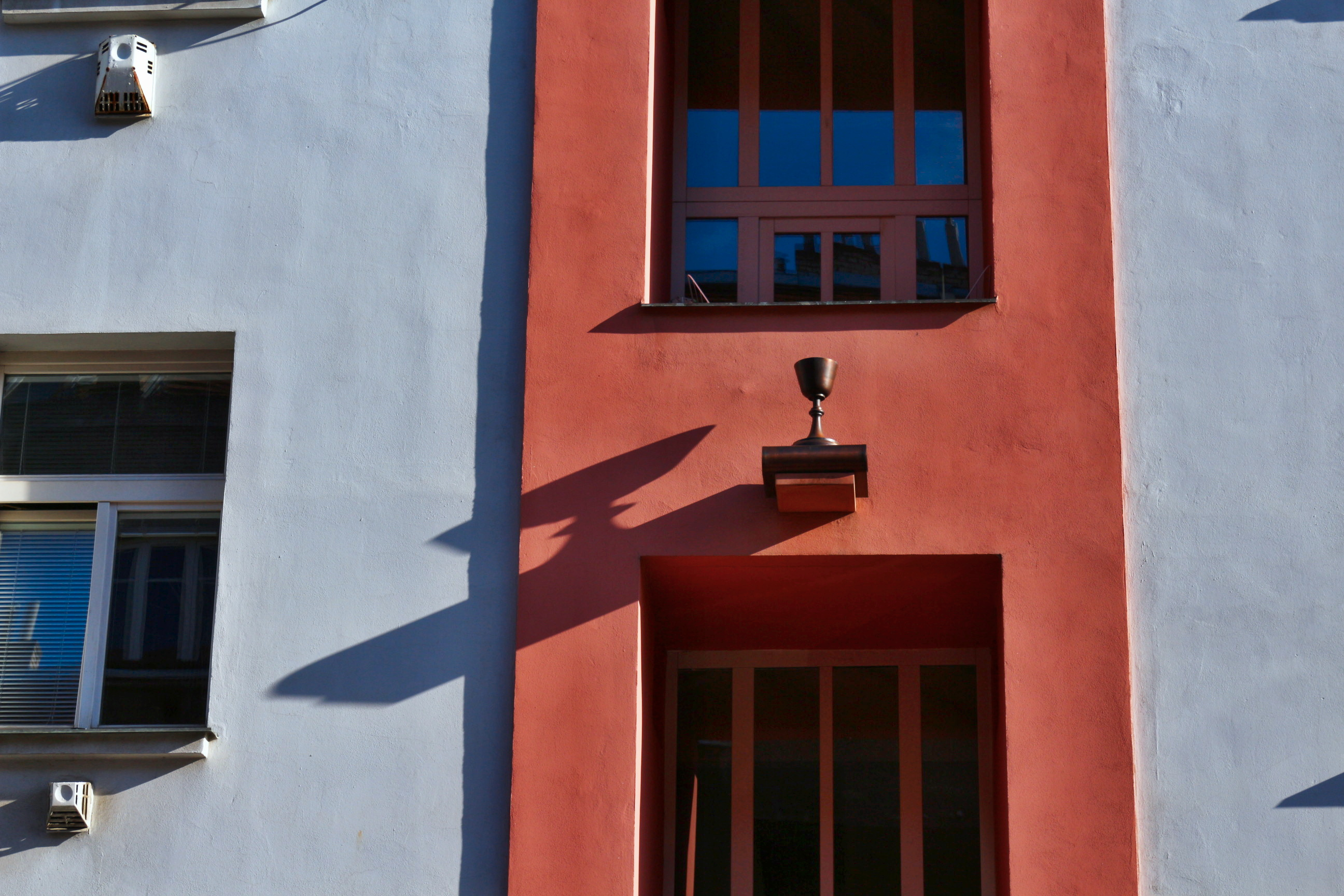
Kalich nad vstupem do kostela

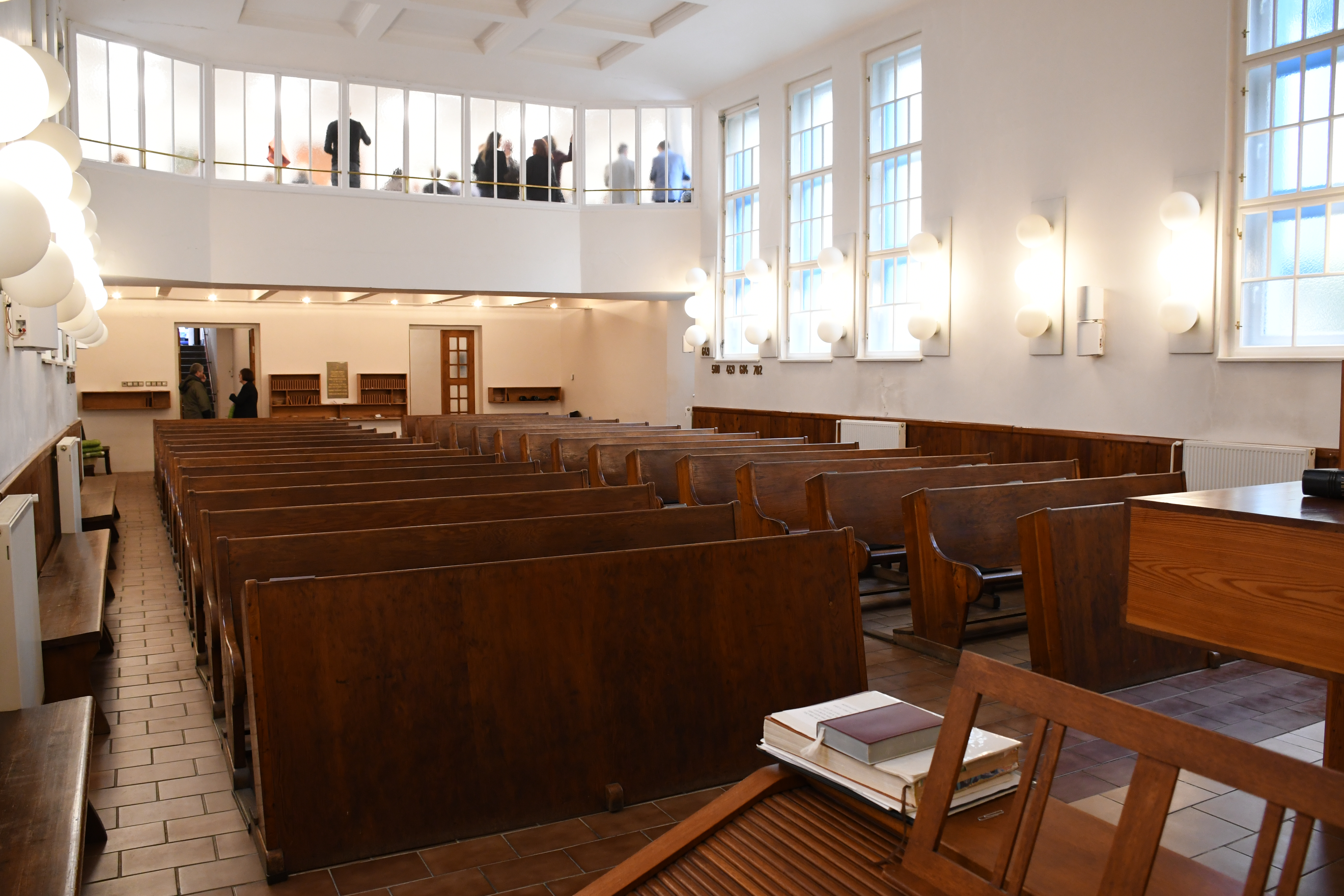
Interiér

Vzniku strašnického sboru předcházela nedělní škola ve Strašnicích, která byla založena na podnět mateřského žižkovského sboru 7. prosince 1921. Počet členů neustále rostl, a tak byla 5. února 1923 založena kazatelská stanice, jejímž prvním předsedou se stal Josef Vojtěchovský. Ten pro konání bohoslužeb propůjčil místnosti ve svém domě, od 27. září 2025 pak probíhaly bohoslužby ve strašnické obecné škole. V roce 1927 se bohoslužby přesunuly do pronajatého "Kramářova sálu" ve Vinohradské (dnes Starostrašnické) ulici.
Dne 15. června 1930 byl položen základní kámen sborového domu a 30. listopadu 1930 byla stavba dokončena. V následujících letech došlo ještě k přístavbě a rozšíření modlitebny. Farní sbor Českobratrské církve evangelické ve Strašnicích byl ustaven 4. února 1937.
Modlitebna je zvenčí nenápadná (vchází se činžovním domem, který nijak nevybočuje z fronty ostatních domů, prozrazuje jej kalich na fasádě nad vstupem). Interiér zaujme architekturou v konstruktivistickém slohu. Prošel několika přestavbami a rekonstrukcemi, na čistotě jeho stylu to však nic neubralo. Naopak, poslední úprava ze začátku 90. let 20. století slohovou jednotnost ještě podtrhuje. Tehdy vznikla čelní stěna, která se zatím stala symbolem strašnického sboru. Ze stejné doby jsou i nové varhany.
Ke konci roku 2018 měl sbor 657 členů. Je veden farářem Mgr. Martinem Sabem. Kurátorem sboru je Mgr. Martin Šubert.
Sbor se mimo jiné účastní Noci kostelů.

## Bohoslužby

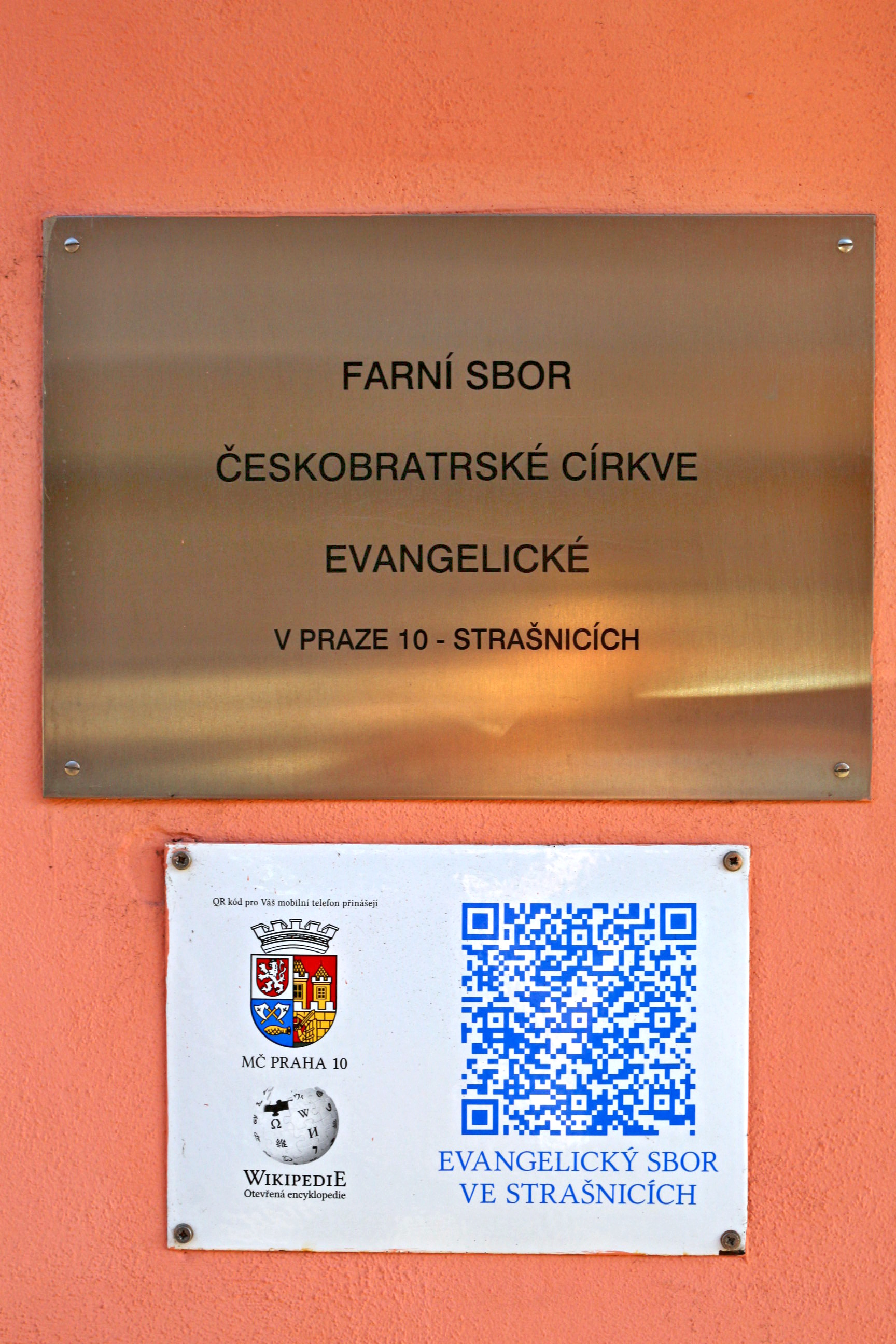
QR kód strašnického sboru

Pravidelné bohoslužby se konají každou neděli od 9:30, navštěvuje je průměrně kolem sto lidí. 
Po bohoslužbách je pak věnován ještě prostor k rozhovorům u kávy a čaje.
Večeře Páně se ve sboru slaví o svátcích a také první neděli v měsíci.

## Setkání vtýdnu
Všechna setkání je možné sledovat prostřednictvím vždy aktuálního Google kalendáře.

## Vedení sboru
Faráři sboru:
- Lubomír Balcar (1939–1968)
- Jiří Lejdar (1968–1992)
- Pavel Klinecký (1993–2016)
- Martin Sabo (2016–dosud).

Kurátoři sboru:
- Josef Vojtěchovský (1937–1939)
- Oldřich Šimáně (1939–1945)
- Tomáš Široký (1945–1949)
- Vítězslav Holan (1949–1952)
- Miloslav Zach (1952–1966)
- Vítězslav Holan (1966–1970)
- Daniel Titěra (1970–1994)
- Jan Balcar (1994–2006)
- Petr Kocna (2006–2018)
- Martin Šubert (2018–2024)
- Zdeněk Drmla (2024-dosud)

## Varhany

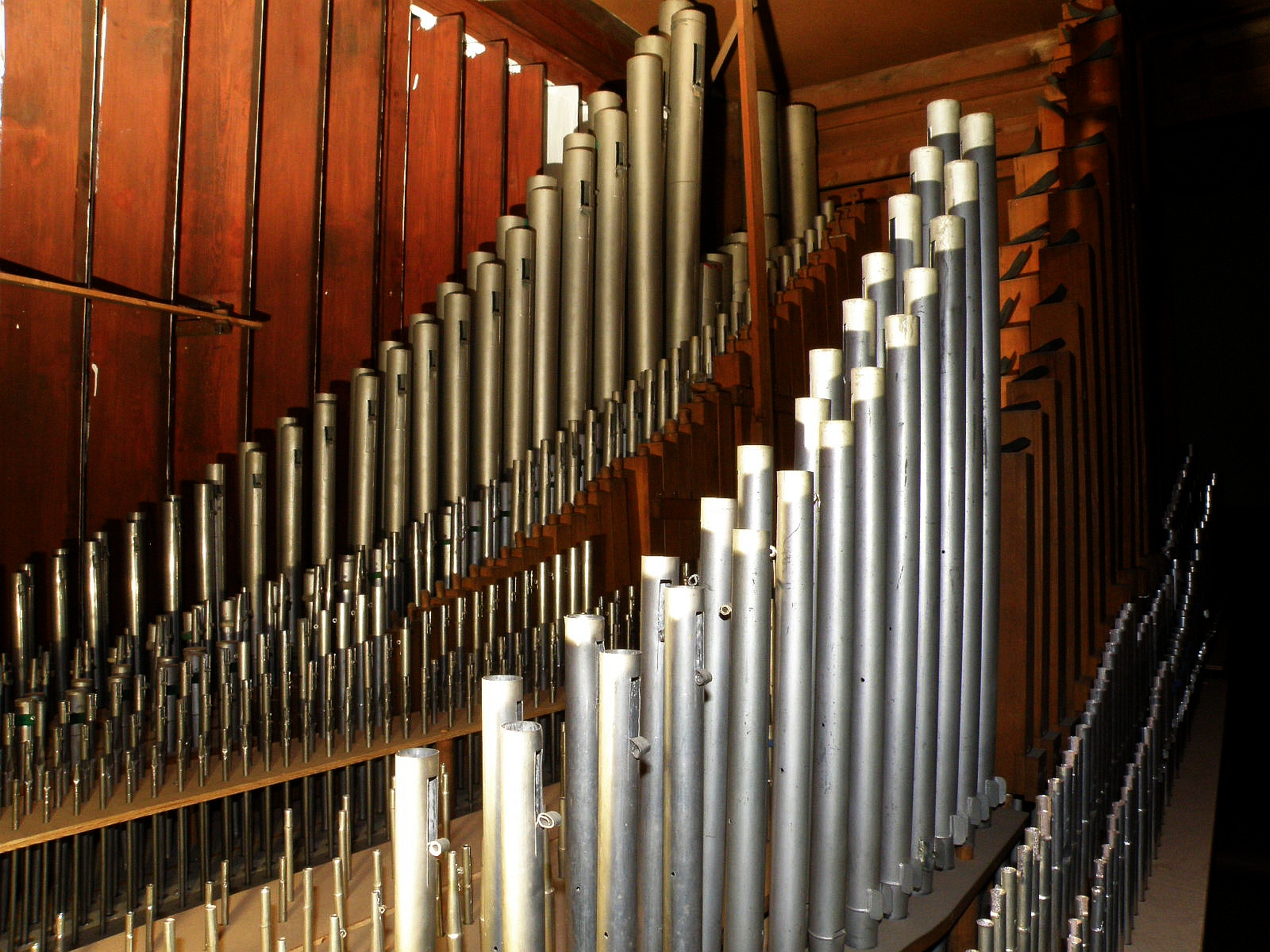
Varhany po rekonstrukci

Varhany vybudovala v roce 1938 pražská firma "Karel Urban". Generální rekonstrukci provedl varhanář Jiří Bíca v letech 1996–1997. Pneumatická traktura byla nahrazena elektropneumatickou, hrací stůl byl přenesen z původního místa do průčelí modlitebny. Nová dispozice umožňuje liturgický doprovod i koncertní hru. Po rekonstrukci nástroj vyzkoušeli přední čeští varhaníci a hudebníci (Aleš Bárta, Jaroslav Tůma, Jaroslav Krček, Václav Rabas, Dorothea Fleischmannová, Petr Rajnoha, Radek Rejšek, Pavel Černý, a mnozí další).
| 1. manuál:     | 2. manuál:           | Pedál:      |
| -------------- | -------------------- | ----------- |
| Principál 8'   | Flétna harmonická 8' | Subbas 16'  |
| Kryt 8'        | Préstant 4'          | Burdon 8'   |
| Kvintadena 8'  | Flétna 4'            | Préstant 4' |
| Roh 4'         | Seskvialtera 2x      |             |
| Préstant 4'    | Piccola 2'           |             |
| Superoktáva 2' | Oktáva 1'            |             |
| Mixtura 1 '3x  |                      |             |

## Křtitelnice

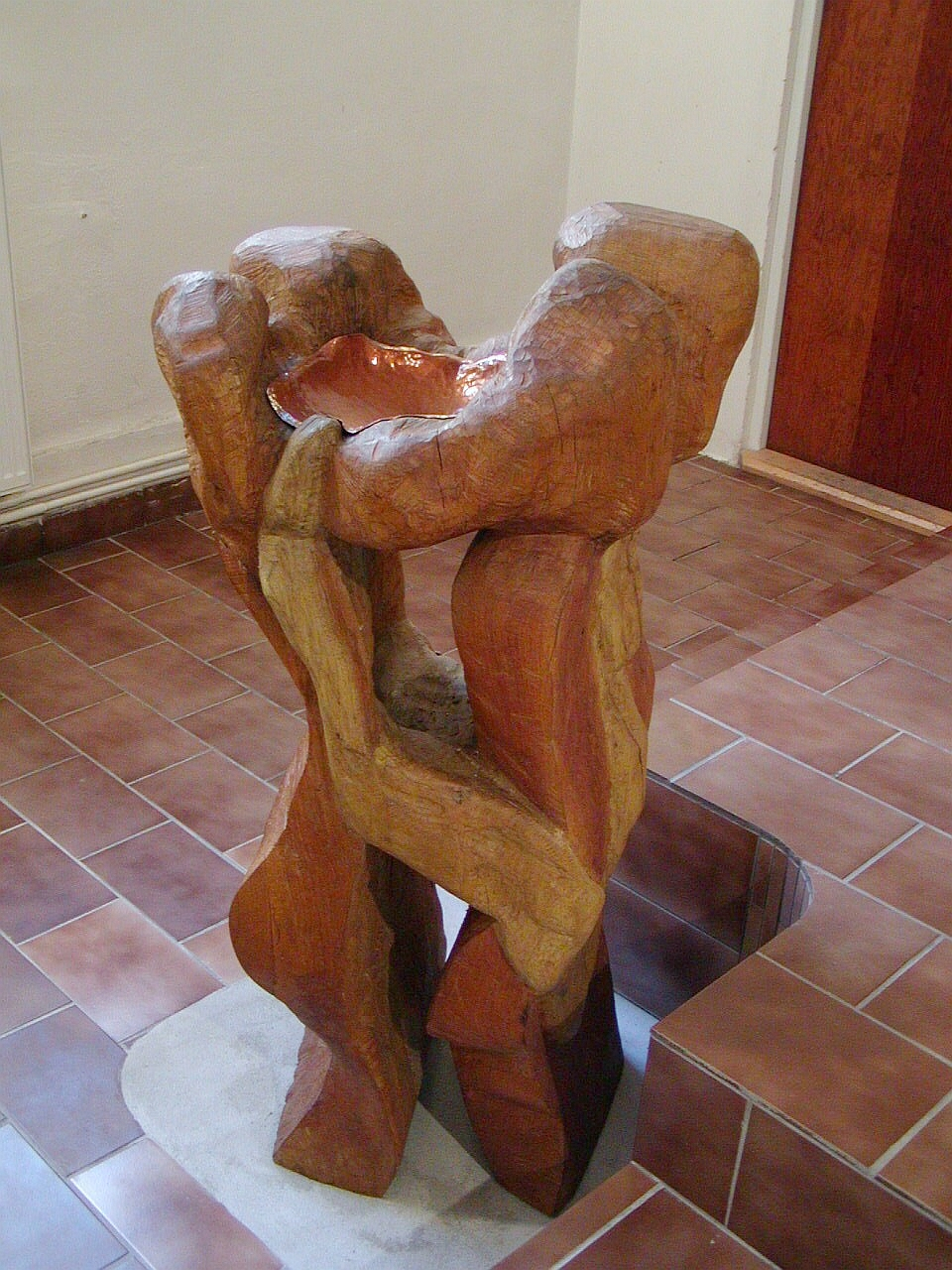
Křtitelnice - Ivan Jilemnický

V roce 2002 vytvořil sochař Ivan Jilemnický pro strašnickou modlitebnu křtitelnici. Materiálem se stalo dubové dřevo, dílo je zdobeno polychromií. Výtvarné zpracování navazuje na interiér modlitebny jak použitým materiálem, tak plastickým prvkem žlutého "pramene", symbolizujícího dar Ducha svatého, přicházejícího z nebe (navazuje na vertikální žluté žebroví v průčelí interiéru), navštěvujícího křtěnce při křtu a "stékajícího" mezi účastníky bohoslužeb.

## Pamětní deska
Dne 4. května 1947 byla odhalena bronzová pamětní deska členům sboru, obětem druhé světové války. Na desce je nápis: "PAMÁTCE NAŠICH PADLÝCH A UMUČENÝCH 1939 -1945 FAUL FRANTIŠEK, HÁJEK VLADIMÍR, HEJL FRANTIŠEK, HEJLOVÁ MILADA, HERZÁNOVÁ OTILIE, JELÍNEK RUDOLF, PAVLÍČEK JAN, ŠOLC MILOŠ, VINŠ FRANTIŠEK, VIRT OTAKAR, VOJTĚCHOVSKÝ MIROSLAV, ZDRCHANÝ KAREL. ČESKOBRATRSKÝ EVANGELICKÝ SBOR V PRAZE XIII."